# دثير
دثير هي قرية تابعة لمركز الصويدرة في منطقة المدينة المنورة بالمملكة العربية السعودية. تبعد دثير عن المدينة المنورة بخط مستقيم 60 كيلومتر (37 ميل)، وبمسافة طريق تبلغ 60 كيلومتر (37 ميل).

## نبذة عن دثير
دثير هي قرية تابعة لمنطقة المدينة المنورة  
تقع قرية دثير على طريق المدينة _حائل السريع  
وتبعد عن المدينة المنورة 60km 
تتميز القرية موقعها الجغرافي الواقع على الطريق الذي يربط مابين الشمال الشام العراق _بالحجاز وممر رئيسى لحجاج ومعتمرين هذه المناطق والدول  
ومقر رئيسي لمركز امن طرق طريق حائل ويوجد فيها ايضا 
مركز امارة ومدارس بنين وبنات ويبلغ سكان القرية حوالي 3,000 الاف نسمة   
تتميز قرية دثير بزراعة النخيل والخضروات والفواكة لخصوبة ارضه وعذوبة المياه فيها  
وتتميز ايضا بتنوع ارضها من اراضي منبسطة وهضاب وجبال وحرار  
يوجود بها محمية الصهوة التابعة لمركز الغطاء النباتي حيث يمكن التنزه فيها بحدود الانظمة  
ويوجد سد الوجب وعين البدن وبعض الاماكن الاثاريه  
مثل جادة الرخامي وغيرها 
ويسكن القرية السحمان من عوف من حرب والعلوات من عوف من حرب وقلة من القبائل الاخرى   